# اوشن مستر
اُشِن مَستِر (به انگلیسی: Ocean Master) با نام اصلی اُرم ماریوس، یک شخصیت خیالی ابرشرور در کتاب‌های کامیک آمریکاییِ منتشر شده توسط دی‌سی کامیکس است. اوشن مستر توسط نویسنده باب هِینی، و طراح نیک کاردی خلق شده‌است که برای اولین بار در شمارهٔ ۲۹ از مجموعه آکوامن (سپتامبر ۱۹۶۶) حضور پیدا کرد. اُرم، برادر ناتنی آکوامن است.
پاتریک ویلسون در فیلم‌های آکوامن (۲۰۱۸) و آکوامن و پادشاهی گم‌شده (۲۰۲۳) به کارگردانی جیمز وان، وظیفه‌ی بازی در این نقش را بر عهده دارد.

## زندگی‌نامه
اُرواکس به پسر خود که برخلاف وی شخصی محبوب و کاریزماتیک بود حسادت می‌کرد و اُرم را تهدیدی برای پادشاهی‌اش بحساب می‌آورد، زیرا او تا قبل از ازدواج با آتلانا، تنها یک ژنرال ساده از خانواده‌ای رعیت بود، بنابراین پسرش نسبت به او حق مالکیت بسیار بیشتری بر تاج و تخت آتلانتیس داشت. اُرواکس سرانجام زمانیکه از وجود آرتور (آکوامن) و معشوقه‌ی آتلانا (پدر آرتور) باخبر شد، در حین مستی به همسرش حمله‌ کرد، اما در نهایت توسط او سَر بُریده شد. اُرم، اولین شخصی بود که بدن بی جان پدرش را یافت. او همچنین بر اساس قوانین سلطنتی، مجبور شد شاهد اعدام مادرش باشد و بار سنگین فرمانروایی را در سن ۱۲ سالگی به دوش بکشد. وی پس از این حوادث، کینه‌ی عظیمی از آرتور به دل گرفت و همواره او را با الفاظ توهین آمیزی مانند حرامزاده و دورگه‌ی پَست، مورد خطاب قرار می‌داد. سرانجام به دلیل شکار بی رویهٔ موجودات دریایی و آلوده کردن آب‌ها توسط انسان‌ها، نفرت دیرینهٔ پادشاه آتلانتیس از ساکنین خشکی، بیش از پیش رو به فزونی نهاد و شعله‌های جنگ فتح را روشن کرد.
شایعات بسیاری درمورد نحوه‌ی مرگ اُرواکس وجود دارد. برخی بر این باورند که داستان بالا، دروغی بیش نیست و در واقع اُرم کسی بوده که پدرش را به قتل رسانده و ملکه نیز برای نجات جان پسرش، تمامی اتهامات را گردن گرفته.

## شخصیت
اُرم مردی باهوش، حیله گر، شجاع و جاه‌طلب است که از انجام هیچ کاری برای دفاع از آتلانتیس فروگذاری نمی‌کند. او بی‌رحم و انتقام جو است و کوچکترین خطایی را بی پاسخ نمی‌گذارد، حتی اگر نزدیک‌ترین دوستانش آن خطاها را مرتکب شده باشند. وی همچنین جنگجویی ماهر از خون خالص سلطنتی است که همین ویژگی‌ها، او را به یکی از قدرتمندترین و خطرناک‌ترین مردان سیاره تبدیل کرده‌است. میزان محبوبیت او بین اهالی آتلانتیس بسیار زیاد است، بطوریکه اگر آکوامن، نیزه‌ی شاه آتلان را برای اثبات پادشاهِ حقیقی بودنش در اختیار نداشت، قطعاً با کودتای ارتش و شورش‌های مردمی مواجه می‌شد. اُرم به دلیل آنکه تمام طول زندگی خود را در دریا سپری کرده، در مبارزات زیر آب حتی از آرتور نیز حرفه‌ای‌تر است و او را به راحتی مغلوب می‌سازد. از نظر جیمز وان، اُرم فردی شرور نیست، بلکه قهرمانی است که استانداردهای قهرمانانه برایش معنایی ندارند و همیشه هدف، وسیله را برای وی توجیه می کند.